# Mariner 4
Mariner 4, Mariner-Mars 1964 – amerykańska sonda kosmiczna wystrzelona 28 listopada 1964 w ramach programu Mariner, która dokonała pierwszego przelotu w niewielkiej odległości (8700 km) od Marsa i przesłała pierwsze w historii zdjęcia innej planety wykonane z głębokiej przestrzeni kosmicznej. Mariner 4 opracowany został z myślą o przeprowadzeniu naukowych obserwacji Marsa i transmisji ich wyników na Ziemię. Zaopatrzony w kamerę oraz inne instrumenty naukowe, badał przestrzeń, którą przebył w kierunku Marsa (pomiary pól i cząstek), oraz samą planetę. Łączność ze statkiem zakończono 21 grudnia 1967.
Zebrane dane silnie wpłynęły na postrzeganie Marsa jako miejsca, gdzie potencjalnie mogło istnieć życie.

## Budowa i działanie
Mariner 4 zbudowany był w oparciu o szkielet w kształcie graniastosłupa ośmiokątnego ze stali magnezowej, o przekątnej podstawy 1,27 m i wysokości 0,457 m. Do niego dołączone były 4 panele ogniw słonecznych o całkowitej rozpiętości 6,88 m, włącznie z chwytakami wiatru słonecznego. Na szczycie zamontowana była antena paraboliczna o średnicy 1,168 m. Antena dookólna zamontowana była na maszcie o wysokości 2,235 metra, koło anteny parabolicznej. Całkowita wysokość statku wynosiła 2,89 m. Szkielet zawierał miejsca na wyposażenie elektroniczne, napęd i systemy kontroli położenia.
Energia elektryczna generowana była przez 28 224 ogniw słonecznych na 4 panelach o wymiarach 1,76 × 0,90 m. W pobliżu Marsa zapewniały one 310 W energii elektrycznej. Ogniwa ładowały baterię akumulatorów srebrowo-cynkowych, o pojemności 1200 Wh. Masa akumulatorów wynosiła 15 kg.
Napęd sondy stanowił hydrazynowy silnik z 4 dyszami, o ciągu 222 N, zainstalowany na burcie ośmiokątnego korpusu. Położenie statku było sterowane 12 silniczkami na azot, umieszczonymi na końcach paneli słonecznych, i trzema żyroskopami. Na końcu każdego panelu zamontowano również żagiel słoneczny, każdy o powierzchni 0,65 m².
Informacje o położeniu Marinera uzyskiwane były za pomocą 4 czujników Słońca i jednego dodatkowego czujnika kierowanego, zależnie od fazy lotu, na Ziemię, Marsa lub gwiazdę Kanopus. Statek był pierwszą sondą kosmiczną wymagającą gwiazdy jako obiektu odniesienia własnego położenia. W trakcie lotu ani Ziemia, ani Mars nie były dość jasne, aby wykorzystać je w celach astronawigacyjnych. Jasnym obiektem w odpowiedniej odległości kątowej od Słońca była właśnie gwiazda Kanopus, używana w tym samym celu przez wiele późniejszych misji.
Łączność z sondą odbywała się poprzez dwa nadajniki pasma S działające z 7 W wzmacniaczem z lampą o fali bieżącej. Odbiornik (będący również rezerwowym nadajnikiem) posługiwał się anteną małego (8⅓ bps) i dużego zysku (paraboliczną; 33⅓ bps).
Temperatura statku kontrolowana była pasywnie (wielowarstwowe izolacje, aluminiowe osłony) i aktywnie (odchylane żaluzje).

## Wyposażenie naukowe
W skład ładunku użytecznego sondy wchodziły:
- Magnetometr helowy, wektorowy, do słabych pól

Zamontowany na falowodzie anteny dookólnej – do pomiarów pól magnetycznych w przestrzeni międzyplanetarnej i planetarnej. Trzy składowe pola były mierzone jednocześnie, ale dane przesyłane były sekwencyjnie. Każda próbka danych stanowiła uśrednienie odczytów z około 1 sekundy. Odpowiedź dla zmian o częstotliwościach 1 Hz spadła do 3 dB. Informacje wyższych częstotliwościach były tracone. Poszczególne składowe przesyłane były w odstępach 1,5, 0,9 i 2,4 s. Cała ramka danych powtarzała się co 12,5 s. Niepewność pomiaru składowej wynosiła 0,35 nT.
- Komora jonizacyjna i licznik Geigera – służyły do pomiaru strumienia i rozkładu cząstek energetycznych w przestrzeni międzyplanetarnej i sąsiedztwie Marsa

Zamontowane na falowodzie anteny dookólnej, w pobliżu korpusu statku. Mierzyły średni dookólny przepływ promieniowania korpuskularnego i średni przepływ specyficzny między Ziemią a Marsem, oraz w sąsiedztwie Marsa. Licznik GM zamontowany był z dala od korpusu statku, dzięki czemu zasłaniał on tylko 14% sfery pomiaru przyrządu (wyłączając panele słoneczne). Tuba licznika nasyciła się 3 marca 1965 i przyrząd zakończył pracę. Krótko potem nastąpiła usterka komory jonizacyjnej, przez co nie zebrano danych w pobliżu Marsa.
- Detektor promieniowania korpuskularnego – do pomiarów strumienia i kierunku cząstek o niskiej energii

Składał się z 4 tub Geigera i urządzenia do detekcji niskoenergetycznych protonów (0,5-11 MeV) i elektronów (0,04-150 MeV). Zamontowany w korpusie statku, w kierunku 70° i 135° od Słońca.
- Teleskop promieniowania kosmicznego

Przyrząd składał się z trzech detektorów półprzewodnikowych (krzemowych). Mierzyły one strumień protonów o energiach 15-70 i 70-170 MeV; cząstek alfa o energiach 15-70 MeV/nukleon i >70 MeV/nukleon; protonów i cząstek alfa o energiach 1,2-15 MeV/nukleon. Zamontowany w korpusie w kierunku przeciwnym do Słońca. Straty energii cząstek w detektorze przetwarzał 128 kanałowy analizator impulsowo-szczytowy. Dwóch zliczeń i dwóch analiz amplitudowych dokonywano co 72 i 18 sekund, w zależności od używanego nadajnika (niskiego lub dużego zysku). Przyrząd działał prawidłowo od startu do października 1965, gdy statek uśpiono w celu oszczędzania energii. Gdy statek włączono ponownie, detektor nie wznowił pracy.
- Próbnik plazmy, zamontowany w korpusie, w kierunku 10° od Słońca – do pomiaru strumienia niskoenergetycznych cząstek pochodzenia słonecznego
- Detektor pyłu kosmicznego – do pomiaru pędu, gęstości, kierunku lotu pyłu kosmicznego

Składał się aluminiowej płytki o rozmiarach 22×22 cm, pokrytej z obu stron materiałem nieprzewodzącym. Do wewnętrznej strony płytki przytwierdzony był przetwornik akustyczny. Płytka wraz z jej pokryciem tworzył pojemnościowy detektor uderzeń. Pomiar odbywał się w sposób ciągły, co umożliwiało zmianę strumienia pyłu w stosunku do odległości Ziemia-Mars. Zamontowany prostopadle do płaszczyzny orbity, częściowy w osłonie termicznej w celu osłony przed Słońcem. Pamięć przyrządu składała się z dwóch 8 bitowych rejestrów i akumulatora mikrofonowego, do rejestracji uderzeń w płytkę. Instrument zbierał dane odnośnie do pędu i kierunku drobiny, uderzeń poniżej progu czułości mikrofonu, i akumulacjach zdarzeń przez mikrofon. Pomiary sugerowały różnicę między rozkładem pyłu w pobliżu Ziemi a przestrzenią międzyplanetarną. Kalibracji dokonywano raz dziennie, komendą z Ziemi.
- Kamera telewizyjna, zamontowana u spodu statku – do wykonywania zdjęć Marsa

Zamontowana u spodu statku kamera TV służyła do wykonywania zdjęć powierzchni Marsa. Składała się z wąskokątnego (1,05°×1,05°) teleskopu w układzie Cassegraina (ogniskowa 305 mm); migawki (ekspozycje 0,08 i 0,20 s) i zestawu filtrów (zielony, czerwony); przetwornik optoelektroniczny typu Vidicon 5,59×5,59 mm; blok elektroniki, w tym kodowania danych. Każda ramka obrazu miała 200 linii po 200 pikseli, z 6 bitową głębią, i zawierała 240000 bitów danych. Obrazy były gromadzone na taśmie magnetycznej (1/4", 100,58 metrów długości). Co trzeci obraz nie był nagrywany, co skutkowało sekwencją par nachodzących na siebie obrazów z naprzemiennymi filtrami. Po minięciu Marsa przez sondę, planeta przesłoniła statek, dane zaczęto przesyłać na Ziemię. Trwało to od 15 do 24 lipca 1965. Uzyskano 21 zdjęć i 21 linii zdjęcia nr 22, co wskazywało na poprawne działanie przyrządu.

## Przebieg misji

### Start
Start sondy w kosmos miał miejsce ze Stacji Sił Powietrznych Cape Canaveral 28 listopada 1964 o godzinie 14:22:01 GMT. Po odrzuceniu osłony aerodynamicznej, sonda i ostatni człon rakiety odłączyły się od jej niższych stopni o godzinie 14:27:23. Między 14:28:14 a 14:30:38 miało miejsce pierwsze odpalenie silnika członu Agena D. Umieściło ono sondę na orbicie okołoziemskiej. Drugie włączenie silnika, między 15:02:53 a 15:04:28, umieściło Marinera 4 na orbicie transferowej do Marsa. Rozłączenie sondy od rakiet nośnej miało miejsce o 15:07:09. Po nim nastąpiło wejście statku w tryb rejsowy, rozłożenie paneli słonecznych, a 16 minut później ustalenie pozycji względem Słońca.

### Kanopus
Po odnalezieniu na sferze niebieskiej sondy Słońca pracę rozpoczął dodatkowy szukacz gwiazd, docelowo gwiazdy Kanopus. Szukacz był czuły na obiekty o jasności od 1/8 do 8 jasności tejże gwiazdy. Włącznie z Kanopusem, na niebie sonda widziała 7 obiektów spełniających to kryterium. Odszukanie Kanopusa trwało ponad dzień. Wcześniej szukacz odnalazł Ziemię, Alderamina, Regulusa, Naosa i gamma Velorum.
Na wczesnym etapie misji okresowo występowały zakłócenia skutkujące porzuceniem Kanopusa przez szukacza. Zdarzyło się to sześciokrotnie w ciągu 3 tygodni, za każdym razem wymagając wydania odpowiednich komend radiowych z Ziemi. Wysnuto wniosek, że zakłócenie może pochodzić od światła słonecznego rozpraszanego na cząstkach pyłu w pobliżu lokalizacji Kanopusa na nieboskłonie. Jeśli jasność obiektu przekroczyła ośmiokrotną jasność Kanopusa, statek rozpoczynał szukanie nowego punktu odniesienia. Wartości zakresu były ustalone tak, aby uniknąć ciągłego ustawiania się szukacza na Ziemię, dlatego 17 grudnia 1964 zniesiono to ograniczenie, jako już niepotrzebne. Skutki problemu ustąpiły, aczkolwiek do zbliżenia do Marsa zarejestrowano go jeszcze 38 razy.

### Lot międzyplanetarny
Podczas 7,5 miesiąca lotu Mariner 4 wykonał jeden manewr, 5 grudnia 1964. Pierwotnie miał być wykonany 4 grudnia, jednak z powodu chwilowej utraty namiaru na gwiazdę Kanopus, przełożono go. Manewr polegał na obrocie statku w dwóch osiach, o -39,16° i +156,08°, i włączeniu silnika na 20,07 sekundy. Manewr zwrócił silnik na powrót w kierunku Ziemi, tj. do pozycji z początku lotu. Obrót statku został wykonany z dokładnością powyżej 1%, a przyspieszenie, ok. 2,5%. Manewr skorygował trajektorię Marinera w kierunku Marsa.

### Przelot obok Marsa

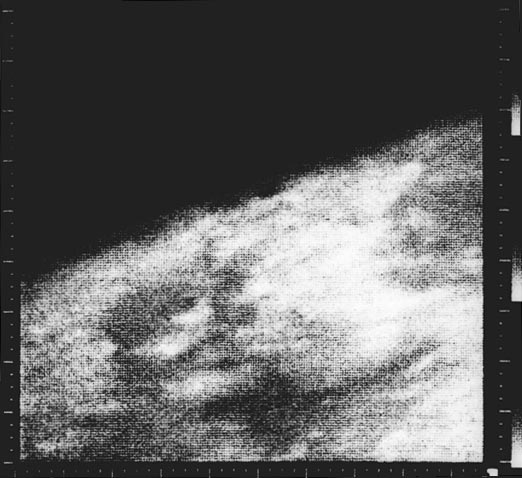
Zdjęcie Marsa wykonane przez Marinera 4. Pierwsze zdjęcie Czerwonej Planety wykonane z przestrzeni kosmicznej. Przedstawia obszar o wymiarach 330 x 1200 km

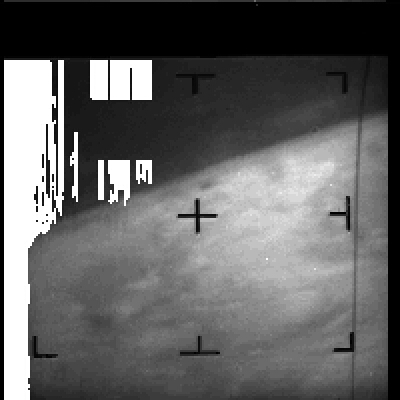
To samo zdjęcie odtworzone na podstawie dostępnych oryginalnych danych numerycznych. Zdjęcie powiększono dwukrotnie.
Credit: Piotr A. Masek/JPL.

Zbliżenie sondy Mariner 4 do Marsa miało miejsce między 14 a 15 lipca 1965. Statek wszedł w tryb badań planetarnych o godzinie 15:41:49 GMT 14 lipca. Kamera telewizyjna rozpoczęła pracę o godzinie 00:18:36 GMT, 16 lipca. Wykonała 21 zdjęć z użyciem filtru czerwonego i zielonego, i 21 linii obrazu nr 22. Zdjęcia pokrywały nieciągły obszar powierzchni Marsa, od 40°N, 170°E, do 35°S, 200°E, następnie dalej przez terminator (50°S, 255° E), co odpowiada około 1% powierzchni Czerwonej Planety. Najmniejsze szczegóły jeszcze dostrzegalne na obrazach dostarczonych przez Marinera 4, miały około 3 km. Najmniejsza odległość do Marsa, 9846 kilometrów, nastąpiła o godzinie 01:00:57 GMT, 15 lipca. Wykonane zdjęcia zostały zapisane na pokładowym rejestratorze taśmowym. Oglądany z Ziemi Mariner 4 o godzinie 02:19:11 przeleciał za Marsem, co spowodowało planową przerwę w łączności. Nawiązano ją ponownie o 03:13:04 GMT. Wtedy też statek ponownie wszedł w tryb rejsowy. Retransmisja zdjęć Marsa rozpoczęła się około 8,5 godzin po wznowieniu łączności i trwała do 3 sierpnia. Wszystkie dane przekazane zostały dwukrotnie, aby mieć pewność, że w trakcie transmisji nie doszło do błędów.
W trakcie zakrycia sondy przez planetę dokonywano obserwacji sygnału telemetrii, w celu badań atmosfery Marsa. Refrakcja fal radiowych w atmosferze zachodziła na około 2 minuty przed i po zakryciu. Sonda weszła za Marsa po jego oświetlonej stronie, a wyszła po nieoświetlonej.
Statek wypełnił wszystkie zaplanowane działania i zwracał dane do 22:05:07 GMT 1 października 1965 r., kiedy to mechanizm kierowania anteną stracił namiar na Ziemię. Mariner był wtedy w odległości 309,2 miliona kilometrów od Ziemi.

### Zakończenie misji
Odbiór danych został wznowiony w 1967. Detektor pyłu kosmicznego zarejestrował w dniu 15 września 17 uderzeń w ciągu 15 minut, co może oznaczać, że położenie statku i anteny zostało zmienione przez deszcz mikrometeoroidów. Mogły też one uszkodzić osłonę termiczną statku. Spekulowano również, że sonda przeszła przez chmurę pyłu po komecie D/Swift, a nawet, że minęła jej jądro w odległości 20 milionów kilometrów.
7 grudnia wyczerpało się paliwo silniczków sterujących położeniem statku, a 10 i 11 grudnia odnotowano łącznie 83 uderzeń mikrometeoroidów, co zmieniło położenie sondy i pogorszyło łączność z Ziemią. Komunikacji z Marinerem 4 zaprzestano 21 grudnia 1967. Statek pozostaje na orbicie heliocentrycznej.

## Osiągnięcia misji
Łącznie odebrano z sondy 5,2 miliona bitów informacji, tj. 634 kB. Wszystkie instrumenty naukowe pracowały poprawnie, prócz licznika Geigera-Müllera, połączonego z komorą jonizacyjną. Uległ awarii w lutym 1965. Próbnik plazmy doznał 8 grudnia 1964 zmiany parametrów pracy jednego z rezystorów, jednak naukowcy mogli uwzględnić to przy interpretacji danych, dzięki czemu pozostawały one użyteczne.
Zwrócone obrazy przedstawiały teren bogaty w kratery, podobny do księżycowego.
Późniejsze misje pokazały, że nie był to obszar typowy dla Marsa. Z pomiarów przeprowadzonych przez sondę oszacowano ciśnienie na powierzchni planety na 410-700 Pa, a temperaturę w dzień na -100 °C. Nie wykryto pola magnetycznego ani pasów radiacyjnych Marsa.
Całkowity koszt misji Mariner 4 szacowany jest na 83,2 mln USD. Koszt całego programu Mariner (sondy od Mariner 1 do 10) szacowany jest na 554 mln USD.